# Юнглінстер (комуна)
Юнглінстер (люксемб. Jonglënster, фр. Junglinster, нім. Junglinster) — комуна Люксембургу. Входить до складу кантону Гревенмахер в окрузі Гревенмахер.

## Географія
Площа території комуни становить 55,38 км² (3-є місце за цим показником серед 116 комун Люксембургу).
Висота найвищої точки комуни над рівнем моря становить 411 метрів (49-е місце за цим показником серед комун країни), найнижчої — 243 метрів (58-е місце).

## Демографія
Станом на 2011 рік на території комуни мешкало 6 524 ос.
Динаміка чисельності населення:

## Адміністративний поділ
До складу комуни входять наступні поселення:
| Поселення   | Населення за даними переписів: | Населення за даними переписів: | Населення за даними переписів: |
| Поселення   | на 31.03.1981                  | на 01.03.1991                  | на 15.02.2001                  |
| ----------- | ------------------------------ | ------------------------------ | ------------------------------ |
| Альтлінстер | 72                             | 95                             | 108                            |
| Байдвайлер  | 233                            | 207                            | 214                            |
| Бурглінстер | 442                            | 610                            | 641                            |
| Айзенборн   | 85                             | 113                            | 163                            |
| Ешвайлер    | 90                             | 97                             | 111                            |
| Годбранж    | 267                            | 371                            | 437                            |
| Гондеранж   | 722                            | 1 048                          | 1 382                          |
| Граулінстер | н/д                            | 97                             | 96                             |
| Імбрінген   | 75                             | 217                            | 275                            |
| Юнглінстер  | 1 541                          | 1 811                          | 2 224                          |
| Роденбург   | 118                            | 106                            | 102                            |